# Чередник Максим Вікторович
Макси́м Ві́кторович Чере́дник (*1 січня 1995, Каніж, Кіровоградська область — †22 січня 2015, Авдіївка) — український військовий, старший солдат 25-ї окремої повітряно-десантної бригади, старший механік-водій. Загинув під час російсько-української війни.

## Біографія
Народився в селі Каніж Новомиргородського району на Кіровоградщині. Закінчив Канізьку загальноосвітню школу. Виріс без матері, був затятим спортсменом — грав у сільських футбольних та баскетбольних командах. Мріяв стати офіцером, після АТО продовжити навчання військовій справі.
З березня 2014 року проходив військову службу за контрактом у 25-й окремій повітряно-десантній бригаді.
Загинув у День соборності України, 22 січня 2015 року під час оборони Донецького аеропорту в бою поблизу міста Авдіївка. Через обстріли бойові побратими тривалий час не могли забрати тіло хлопця.
Прощання з Максимом Чередником відбулося 30 січня 2015 року в його рідному селі. Того ж дня він був похований на сільському кладовищі.

## Нагороди та вшанування
- Наказом начальника Генерального штабу — Головнокомандувача Збройних Сил України № 449 від 2 серпня 2014 року нагороджений нагрудним знаком «За взірцевість у військовій службі» ІІІ ступеня.
- Указом Президента України № 436/2015 від 17 липня 2015 року, «за особисту мужність і високий професіоналізм, виявлені у захисті державного суверенітету та територіальної цілісності України, вірність військовій присязі», нагороджений орденом «За мужність» III ступеня (посмертно)[3].
- У липні 2015 року в Канежі засновано турнір пам'яті Максима Чередника. Турнір стане традиційним; на прохання батька Максима, він відбуватиметься щорічно 2 серпня, в День аеромобільних військ.[4]
- Вшановується в меморіальному комплексі «Зала пам'яті», в щоденному ранковому церемоніалі 22 січня[5][6].